# KNVB Beker 1898/99
De KNVB Beker 1898/99 was de eerste editie van de KNVB Beker.
RAP Amsterdam werd de eerste bekerwinnaar van de (K)NVB beker. Het versloeg in de finale na verlenging het Haagse HVV door een doelpunt van Jan Hisgen met 1-0. RAP Amsterdam werd dit seizoen niet alleen KNVB Bekerwinnaar maar ook nog 
landskampioen. Dit was dus de eerste Nederlandse dubbel.
Nadat in seizoen 1893/94 de eerste poging voor een nationale bekercompetitie was mislukt, schonk Hak Holdert vijf jaar later nogmaals een beker aan de Nederlandse voetbalbond.
De eerste editie werd gewonnen door “RUN – Amstels – Progress” uit Amsterdam. De finale was in eerste instantie in Utrecht op het terrein van Hercules gepland, maar werd in verband met andere activiteiten naar Heemstede verplaatst.
Bij gelijkspel werd met 2x7½ min. verlengd, was de stand dan nog gelijk dan werd nogmaals met 2x7½ min. verlengd. Als de stand dan nog steeds gelijk was, dan werd de wedstrijd overgespeeld op het terrein van de uitspelende club. Als ook een derde wedstrijd gelijk zou eindigen, dan zou deze worden verlengd tot er een doelpunt werd gescoord.

## 1e ronde

### District I
| Datum           | Thuis                  | Uitslag(en) | Uit               |
| --------------- | ---------------------- | ----------- | ----------------- |
| 8 januari 1899  | Ajax (Leiden)          | 5-0*        | HFC Haarlem       |
| 8 januari 1899  | Swift (Amsterdam)      | 0-5         | RAP Amsterdam     |
| 19 januari 1899 | Volharding (Amsterdam) | 3-1         | Quick (Amsterdam) |

* HFC Haarlem kwam niet opdagen.

### District II
| Datum            | Thuis                 | Uitslag(en) | Uit                   |
| ---------------- | --------------------- | ----------- | --------------------- |
| 27 november 1898 | BVV (Breda)           | 5-0*        | Victoria (Rotterdam)  |
| 8 januari 1899   | Celeritas (Rotterdam) | 5-0*        | Concordia (Delft)     |
| 8 januari 1899   | HVV (Den Haag)        | 5-1         | Rapiditas (Rotterdam) |

* Victoria (Rotterdam) en Concordia (Delft) kwam niet opdagen.

### District III
| Datum            | Thuis                | Uitslag(en) | Uit                   |
| ---------------- | -------------------- | ----------- | --------------------- |
| 27 november 1898 | Be Quick (Groningen) | 0-7**       | Victoria Wageningen   |
| 27 november 1898 | PW                   | 5-0*        | Go Ahead (Wageningen) |
| 8 januari 1899   | USV Hercules         | 3-0         | Vitesse               |

* Go Ahead (Wageningen) kwam niet opdagen.
** Wedstrijd werd gespeeld in Zwolle

## 2e ronde
| Datum           | Thuis                     | Uitslag(en) | Uit                     |
| --------------- | ------------------------- | ----------- | ----------------------- |
| 29 januari 1899 | RAP Amsterdam (1)         | 4-1         | Ajax (Leiden) (1)       |
| 29 januari 1899 | Celeritas (Rotterdam) (1) | 1-6         | HVV (Den Haag) (1)      |
| 29 januari 1899 | PW (1)                    | 5-0*        | Victoria Wageningen (1) |

* Victoria Wageningen kwam niet opdagen.
Volharding (Amsterdam), BVV (Breda) en USV Hercules vrijgeloot.

## 3e ronde
| Datum            | Thuis           | Uitslag(en) | Uit               |
| ---------------- | --------------- | ----------- | ----------------- |
| 26 februari 1899 | PW (1)          | 3-1         | Hercules (1)      |
| 26 februari 1899 | BVV (Breda) (1) | 1-7         | RAP Amsterdam (1) |

HVV (Den Haag) en Volharding (Amsterdam) vrijgeloot.

## Halve finales
| Datum         | Thuis              | Uitslag(en) | Uit                        | Speelstad  |
| ------------- | ------------------ | ----------- | -------------------------- | ---------- |
| 19 maart 1899 | RAP Amsterdam (1)  | 2-1         | EFC PW 1885 (1)            | Amersfoort |
| 19 maart 1899 | HVV (Den Haag) (1) | 1-1***      | Volharding (Amsterdam) (1) | Haarlem    |
| 30 april 1899 | HVV (Den Haag) (1) | 2-1         | Volharding (Amsterdam) (1) | Haarlem    |

*** Wedstrijd in de 70e minuut gestaakt in verband met winters weer.

## Finale
| Datum      | Winnaar           | #beker | Uitslag | Finalist           | Speelstad |
| ---------- | ----------------- | ------ | ------- | ------------------ | --------- |
| 7 mei 1899 | RAP Amsterdam (1) | 1      | 1-0 nv  | HVV (Den Haag) (1) | Heemstede |